# Sardinella zunasi
Cá trích Nhật Bản (Danh pháp khoa học: Sardinella zunasi) là một loài cá trích trong họ Clupeidae phân bố ở vùng Bắc Thái Bình Dương, Trung Quốc, Nhật Bản Việt Nam. Đây là một nguồn lợi thủy sản quan trọng ở Nhật Bản và Trung Quốc. Tên thường gọi tiếng Việt: Cá Trích vảy xanh. Tên thường gọi tiếng Anh Blue scaled herring. 

## Đặc điểm
Thân dài, dẹp hai bên. Mõm ngắn, tù. Chiều dài thân gấp 3,9 lần chiều cao thân, gấp 3,9 lần chiều dài đầu. Mắt to, màng mỡ mắt phát triển gần như che kín hết mắt. Miệng hẹp, môi dày. Răng có cả ở trên hai hàm, xương lá mía, xương khẩu cái. Vẩy tròn, dễ rụng. Gốc vây bụng có vảy nách. Khởi điểm vây lưng hơi ở trước khởi điểm của vây bụng. Vây hậu môn dài, hai tia vây cuối kéo dài. Lưng màu xanh lục, bụng màu trắng bạc. Các vây màu vàng nhạt. Kích cỡ khai thác 80-150mm 

## Trong ẩm thực
Ở Nhật Bản, cá trích là nguyên liệu cho món Cá trích ép trứng trong tiếng Nhật gọi là Kanzunoko Nishin là một phần cá sống được ngâm dấm. Cá trích ép trứng được làm từ fillet cá trích ở trên, bên dưới người ta ép trứng cá chuồn (cá bay). Thưởng thức cá trích ép trứng có vị bùi thơm béo ngậy của cá trích ngâm dấm, ròn tan ngọt lịm của trứng cá chuồn ngâm dấm. Cá trích ép trứng có ba loại là cá trích vàng (vị tự nhiên), cá trích đỏ (vị gừng hồng muối), cá trích xanh (vị mù tạt).